# Lorcher Baggerseen
Lorcher Baggerseen ist ein Naturschutzgebiet mit der Schutzgebietsnummer 1094 im Ostalbkreis in Baden-Württemberg.  

## Lage und Beschreibung
Das Naturschutzgebiet liegt rund einen Kilometer westlich von Lorch und rund 500 Meter südöstlich des Lorcher Stadtteils Weitmars direkt an der B 29.
Das Schutzgebiet entstand durch Verordnung des Regierungspräsidiums Stuttgart vom 5. November 1981 und gehört zum Naturraum 107-Schurwald und Welzheimer Wald innerhalb der naturräumlichen Haupteinheit 10-Schwäbisches Keuper-Lias-Land.

## Schutzzweck
Schutzzweck ist nach der Schutzgebietsverordnung die Erhaltung der ehemaligen Baggerseen und Umgebung als wertvoller Lebensraum für zum Teil existenzbedrohte Tier- und Pflanzenarten und als ökologischen Ausgleichsraum für stark beanspruchte Bereiche des Remstales.